# Апаєво
Апа́єво (рос. Апаево, марій. Кувшинсола) — присілок у складі Гірськомарійського району Марій Ел, Росія. Входить до складу Озеркинського сільського поселення.

## Населення
Населення — 108 осіб (2010; 159 у 2002).
Національний склад (станом на 2002 рік):
- марі — 62 %
- росіяни — 34 %